# Petrognatha gigas
Petrognatha gigas är en skalbaggsart som först beskrevs av Fabricius 1793.  Petrognatha gigas ingår i släktet Petrognatha och familjen långhorningar.
Artens utbredningsområde är:
- Angola.
- Gabon.
- Ghana.
- Senegal.
- Togo.

Inga underarter finns listade i Catalogue of Life.

## Bildgalleri

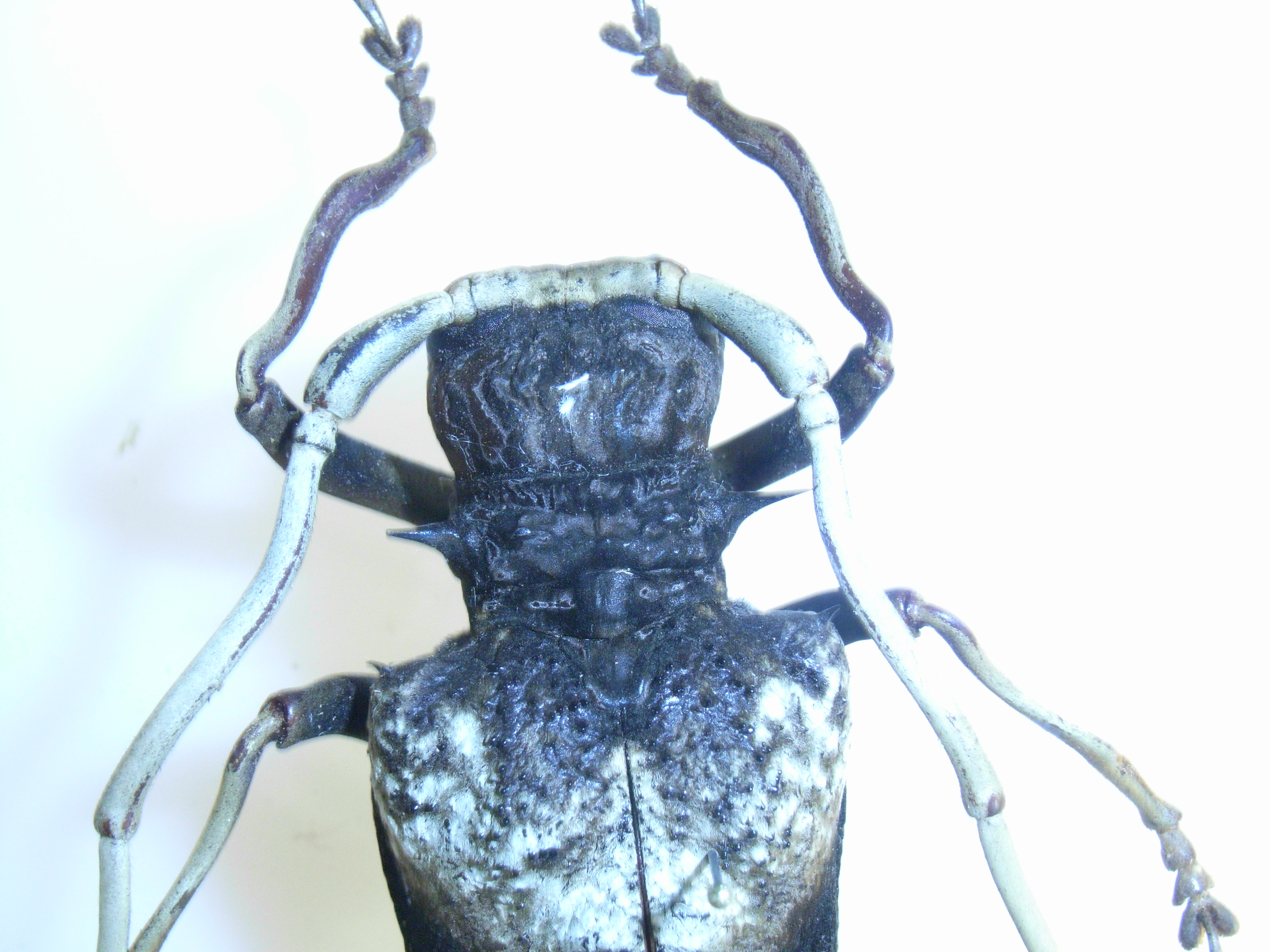
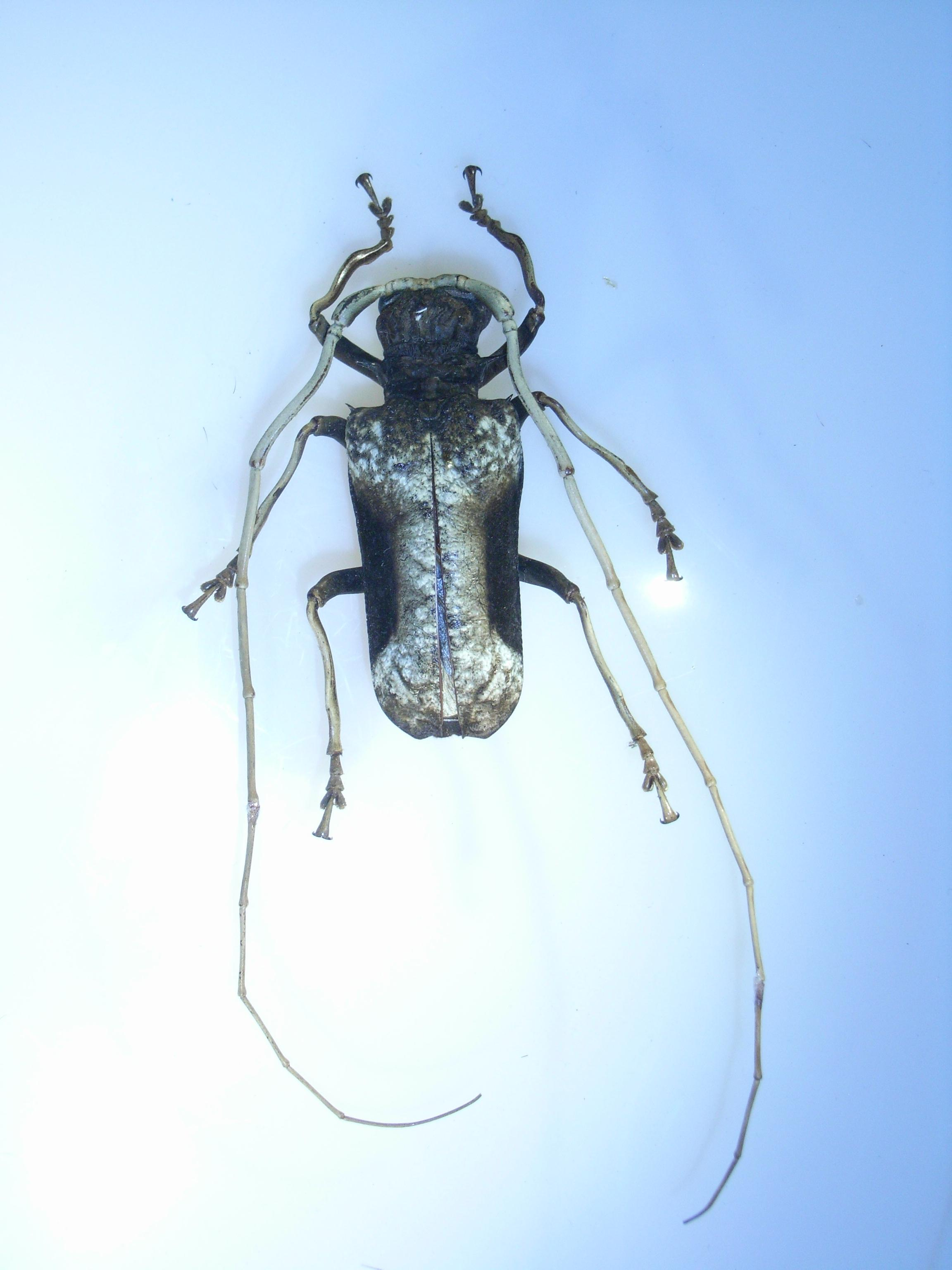
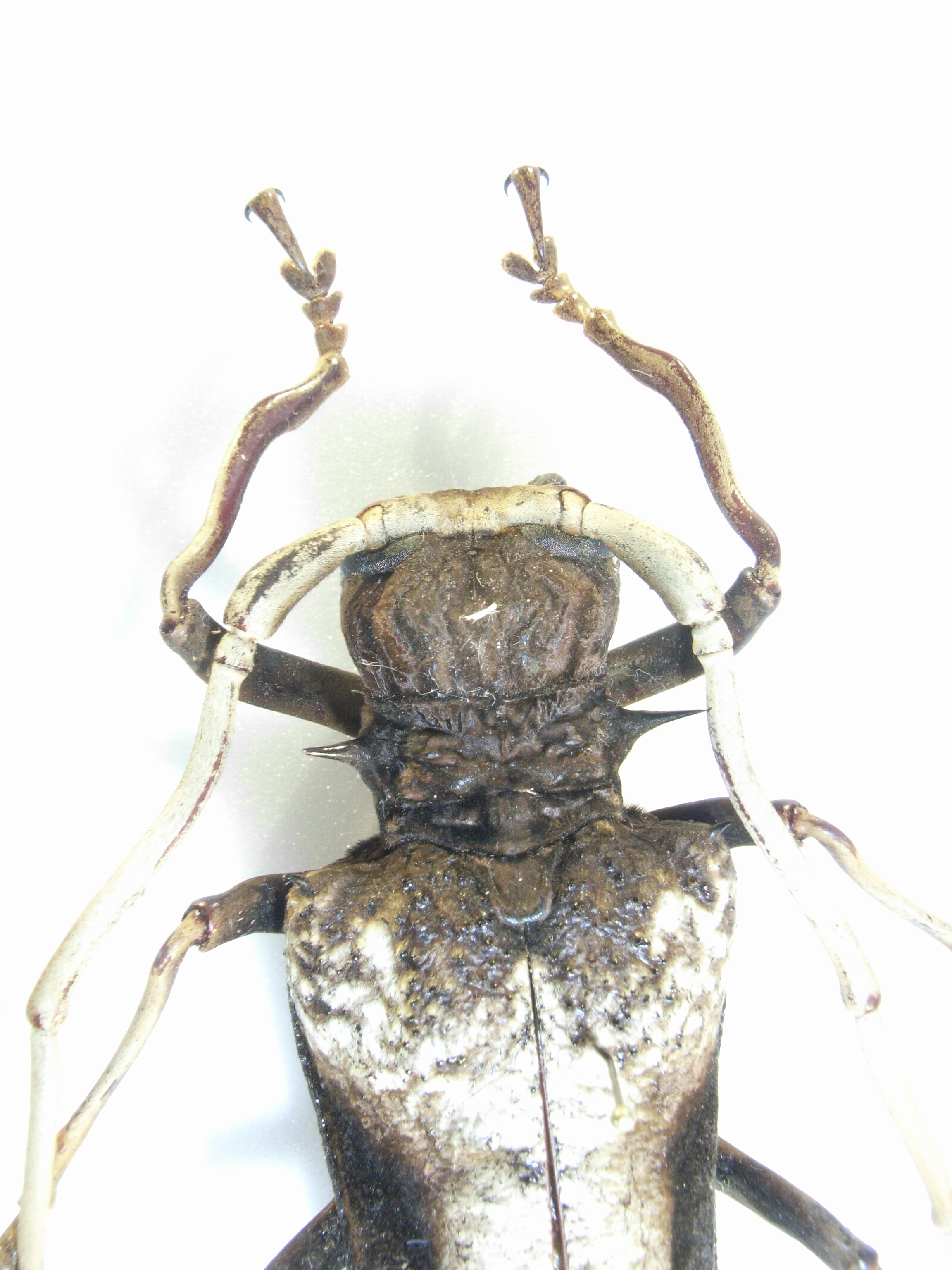
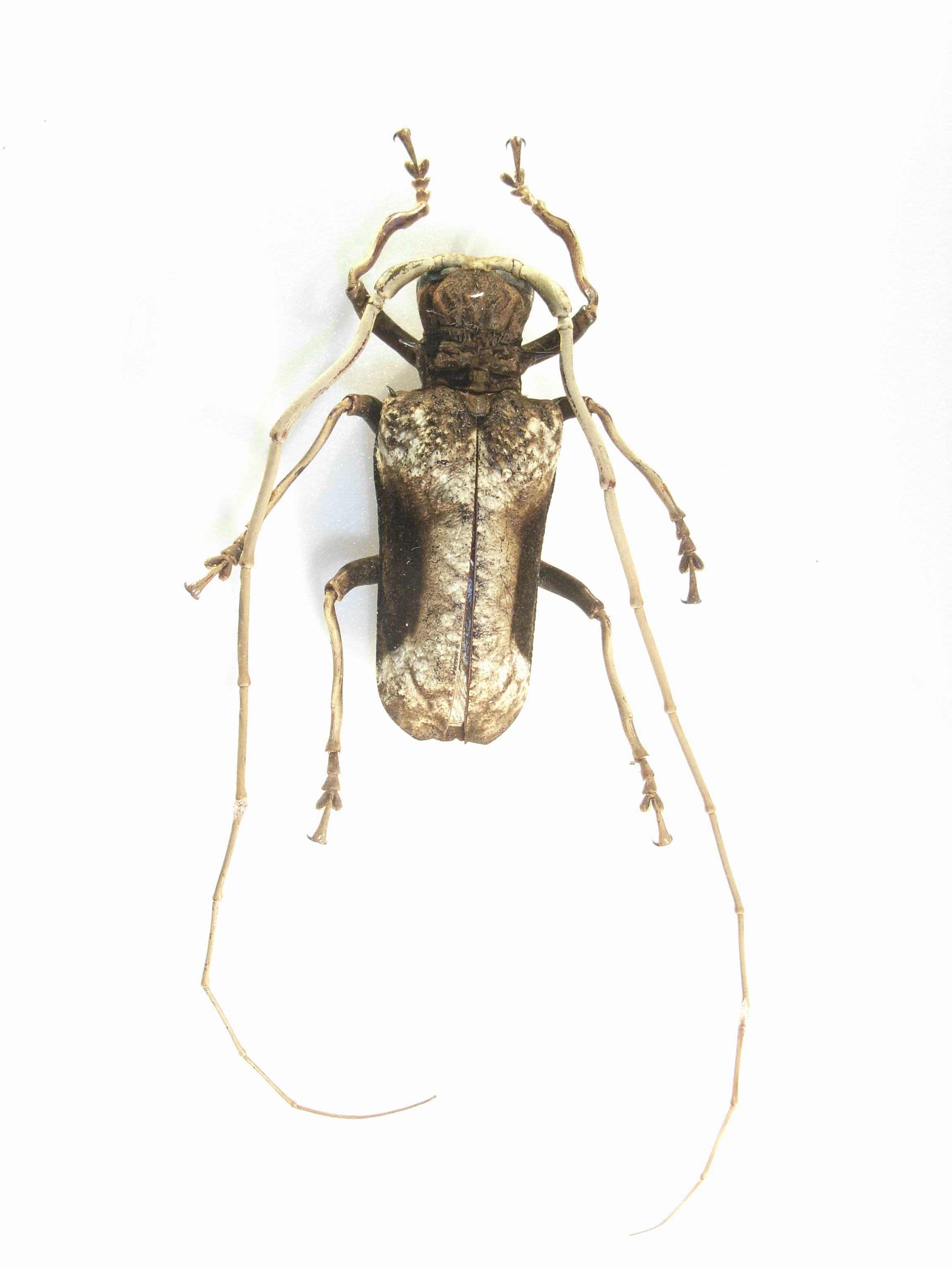